# Tautológia (nyelvészet)
A retorikában és a nyelvészetben a tautológia (< görög ταυτολογία tautología szó szerint ’ugyanannak mondása’, Szathmári 2008 szerint magyar szóval szószaporítás) egyik definíciója „valamely fogalomnak, gondolatnak vagy nyelvi viszonynak azonos jelentésű szavakkal való ismétlése, vagy ugyanannak a szótőnek eltérő toldalékokkal akár különböző szófaji minőségben történő megismétlése”. Ilyen értelemben tautológia példái az alábbiak:
KIRÁLY: Levetkőztetek?
A BÁTY: Tiszta anyaszült pucér meztelenre. (Kárpáti Péter: Első éjszaka avagy az utolsó);
Nem törődöm bele, gondoltam. Ezt / nem hagyom. Ezt nem hagyod… / Itt lett elhatározva, hogy nem fogom hagyni (Kukorelly Endre: Nem törődni bele);
Most úgy nézek egy idegen arcot, mintha sose harcoltam volna harcot (Márai Sándor: Ének).
Ez a definíció fedi azokat a szószerkezeteket is, amelyeket figura etymologicának (pl. Az el nem múló múlt) és polyptotonnak (pl. szebbnél szebb) neveznek.
Olyan tautológia is létezik, amelyben szó ismétlődik meg alakváltozás nélkül, de különböző mondattani funkciójú előfordulásokkal, például az x az x szerkezetű mondat, mint az angol Boys will be boys ’A fiúk fiúk lesznek’. Ilyenszerű példa a magyar nyelvben A szabály az szabály.
Rokon fogalom a tautológiával a pleonazmus. Közös bennük az, hogy mindkettő ugyanannak a tartalomnak két nyelvi entitással való kifejezése. Szathmári 2008 nézetében az a különbség közöttük, hogy a pleonazmus esetében olyan bővítménye van egy alaptagnak, amely jelentése beletartozik az utóbbi jelentésszerkezetébe, pl. jövőbeli terv. Egyes szerzők szinonimának tekintik a két fogalmat.
Olyan nézet is van, amely szerint tautológiát csak ismétlődő szó alkot, mint A szabály az szabály. Eszerint két hasonló jelentésű különböző tövű szó (pl. [...] pucér meztelenre) pleonazmust képezne.
A tautológia tekinthető logikai, pragmatikai, stilisztikai és [[[nyelvtan]]i szempontból.

## A tautológia mint hiba, mint stílusértékű és mint semleges stílusú jelenség
Tudományos definícióban az x az x szerkezetű mondat hibás, mivel nem lehet körben forgó, nem ismétlődhet meg benne a meghatározandó szó.
A szokásos nyelvhasználatban a tautológia stílushibának számít, ha nincs stilisztikai célja, például olyan mondatokban, mint:
Az előadóművész feladata nemcsak a mű művészi szintű közlése (Sajtónyelv. 2006);
Amikor az égitestet katasztrófapusztulás fenyegette, Supermant a Földre juttatta apja (Sajtónyelv. 2006).
Elfogadott a tautológia a normatív nyelvészetben és a stilisztikában, ha pragmatikai konnotációkat és stílusértékeket hordoz.
Az irodalomban előfordul tautológia használata műveletlen alak jellemzése céljából, vagy amikor a mindennapi nyelv töredezettségét, pongyolaságát akarják utánozni, mint a fenti Kukorelly idézetben. A Márai idézetben a szerző figura etymologicájával a dal műfaji egyszerűségét hangsúlyozza szándékosan.
A tautológiáknak sokszor fokozó szerepe van, mint a fenti Kárpáti idézetben, vagy mint a Haragszik és dúl-fúl az Isten verssorban (Babits Mihály: Fortissimo). Köznyelvi tautológiáknak is van ehhez hasonló funkciója:
- tulajdonság nyomatékosítása: Ami biztos, az biztos;[9]
- denotátum tulajdonságának a nyomatékosítása: A törvény az törvény;[10]
- tulajdonság felsőfoka: szebbnél szebb;[3]
- denotátum tulajdonságának felsőfoka: poklok pokla;[11]
- cselekvés intenzitása: kérve kér;[12]
- határozószó felsőfoka: réges(telen)-régen.[13]

Egyéb pragmatikai konnotációk:
- tulajdonság elismerése engedményként: Szépnek szép;[14]
- cselekvés elégtelensége, ha nem teljesül más cselekvés: Hallani hallom, de érteni nem értem;[15]

Van olyan ige és belőle képzett tárgy alkotta tautológia is, amely semleges a stílus szempontjából, de helyes a normatív nyelvészet szerint, például:
(magyarul) éneket énekel;
(angolul) to give a gift ’ajándékot adni’;
(románul) a scrie o scrisoare ’levelet írni’.

## A tautológia grammatikai szempontból
Olykor a tautológia tagjai nincsenek mondattani viszonyban egymással, pl. Ezt / nem hagyom. Ezt nem hagyod… / Itt lett elhatározva, hogy nem fogom hagyni.
Máskor az egyik tag alany, a másik állítmány:
uralkodó uralkodik;
a törvény az törvény;
Megint más esetekben a tagok közül az egyik bővítménye a másiknak:
- jelző – jelző alaptagja: poklok pokla;
- igei állítmány – módhatározó: várva vár;[12]
- igei állítmány – tárgy: éli az életet;[16]
- tekintethatározó – igei állítmány: hallani hallom;
- tekintethatározó – névszói állítmány: szépnek szép.

Az ismétlődő szó előfordulásai mellérendeltek is lehetnek egymásnak, pl. Ő e honért, e honnal s honnak él (Arany János: A költő hazája).
Összetett mondatban az ismétlődő szó egyik előfordulása mellékmondatban jelenhet meg:
- alanyi mellékmondatban: Ami biztos, az biztos;
- határozói mellékmondatban: (angolul) Judge not, that ye be not judged ’Ne ítélj, hogy ne ítéltess’ (Máté evangéliuma);[19]
- tárgyi mellékmondatban: (románul) Știu eu ce știu ’Tudom én, amit tudok’.[20]

Olyan összetett mondatok is vannak, amelyek két tagmondatában is van tautológia, pl. Hallani hallom, de érteni nem értem.
Alaktani tautológiának nevezhető a magyar nyelvben a tárgyeset ragjának megismétlése nem sztenderd nyelvváltozatban, a népi regiszterben, pl. aztat, eztet, őtet.

## Azonos szerkezetű tautológiák több nyelvben
X az x szerkezetű tautológia több nyelvben megtalálható:
(magyarul) A törvény az törvény;
(angolul) Boys will be boys ’A fiúk fiúk lesznek’;
(franciául) Un sou est un sou, et qui l'épargne gagne szó szerint ’Egy fillér az egy fillér és aki megtakarítja, nyer’;
(románul) Crima nu e politică... Crima e crimă ’A gyilkosság nem politika... A gyilkosság az gyilkosság’ (Liviu Rebreanu);
(oroszul) Дети есть дети (Gyetyi jeszty gyetyi) ’A gyerekek gyerekek’.
A többes számú birtokos + egyes számú birtok szerkezetű tautológiára van azonos tartalmú példa is több nyelvben:
(héberül) שיר השירים (Sir ha-sirim);
(magyarul) Énekek éneke;
(latinul) Canticum Canticorum;
(franciául) Cantique des Cantiques;
(románul) Cântarea cântărilor;
(angolul) Song of Songs;
(oroszul) Песнь песней (Peszny pesznyej).